# Magic Sam
Magic Sam, geboren als Samuel Gene Maghett (Grenada, 1 februari 1937 – Chicago, 1 december 1969), was een Amerikaanse bluesmuzikant (zang, gitaar). Hij leerde blues spelen door te luisteren naar platen van Muddy Waters en Little Walter. Nadat hij op 19-jarige leeftijd naar Chicago verhuisde, kreeg hij een contract bij Cobra Records en werd hij bekend als bluesman na het uitbrengen van zijn eerste plaat All Your Love in 1957. Hij stond bekend om zijn kenmerkende tremolo-gitaarspel.
De artiestennaam Magic Sam werd bedacht door Sams bassist en jeugdvriend Mack Thompson tijdens Sams eerste opnamesessie voor Cobra, als een benadering van Maghett Sam. De naam die Sam destijds gebruikte, Good Rocking Sam, werd al door een andere artiest gebruikt.

## Biografie
Maghett verhuisde in 1956 naar Chicago, waar zijn gitaarspel hem boekingen opleverde bij bluesclubs aan de West Side. Hij nam singles op voor Cobra Records van 1957 tot 1959, waaronder All Your Love en Easy Baby. Ze plaatsten zich niet in de hitlijsten, maar hadden een diepgaande invloed, ver buiten de gitaristen en zangers van Chicago. Samen met opnamen van Otis Rush en Buddy Guy (ook Cobra-artiesten) was de Westside Sound een manifest voor een nieuw soort blues. Rond deze tijd werkte Magic Sam kort met Homesick James Williamson. Magic Sam kreeg veel aanhang voordat hij werd opgeroepen voor het Amerikaanse leger. Hij zat zes maanden in de gevangenis wegens desertie en kreeg een oneervol ontslag.
In 1960 werkte ook de jazzmuzikant Boyd Atkins mee aan zijn opnamen. In 1963 kreeg zijn single Feelin' Good (We're Gonna Boogie) nationale aandacht. Hij toerde met succes door de Verenigde Staten, het Verenigd Koninkrijk en Duitsland. Hij werd gecontracteerd door Delmark Records in 1967, waarvoor hij West Side Soul en Black Magic opnam. Hij bleef live optreden en toerde met een band met bluesharpspeler Charlie Musselwhite, de toekomstige Commander Cody en His Lost Planet Airmen-bassist 'Buffalo' Bruce Barlow en drummer Sam Lay. De doorbraak van Magic Sam was op het Ann Arbor Blues Festival in 1969, wat hem vele boekingen in de Verenigde Staten en Europa opleverde.

## Overlijden
Zijn carrière werd afgebroken toen hij in december 1969 op 32-jarige leeftijd plotseling overleed aan een hartaanval. Magic Sam werd begraven op de Restvale-begraafplaats in Alsip, Illinois. Hij werd overleefd door zijn vrouw Georgia Maghett. In februari 1970 speelde de Butterfield Blues Band tijdens een benefietconcert voor Magic Sam in Fillmore West in San Francisco. Op het programma stonden ook Mike Bloomfield, Elvin Bishop, Charlie Musselwhite en Nick Gravenites.

## Discografie
- 1957-1960: Magic Sam: Charly Blues Masterworks Vol. 29: West Side Soul (Charly)
- 1967: West Side Soul (Delmark Records)
- 1968: Black Magic (Delmark Records)
- 1968: Give me time (Delmark Records)
- 1997: The Legacy (Delmark Records)

- Bibsys: 1009922
- Biblioteca Nacional de España: XX1012042
- Bibliothèque nationale de France: cb13921586q (data)
- Gemeinsame Normdatei: 134506308
- International Standard Name Identifier: 0000 0003 6840 9593
- Library of Congress Control Number: nr89010866
- MusicBrainz: d1834301-1ca3-4576-a0af-a81479d5c6b6
- Nationale bibliotheek van Australië: 35820871
- Nationale Bibliotheek van Polen: a0000003355378
- Réseau des bibliothèques de Suisse occidentale: 02-A017971322
- SNAC: w64g7334
- Trove: 1102665
- Virtual International Authority File: 10035272